# Santiago Puriatzícuaro
Santiago Puriatzícuaro es una localidad mexicana situada en el municipio de Maravatío, en el estado de Michoacán. En 2020 tenía 4005 habitantes, ocupando la 3.ª posición en cuanto a población en el municipio. Santiago Puriatzícuaro se encuentra a 2479 m s. n. m.
Población
| Año  | Habitantes Mujeres | Habitantes hombres | Total habitantes |
| ---- | ------------------ | ------------------ | ---------------- |
| 2020 | 2141               | 1864               | 4005             |
| 2010 | 1965               | 1695               | 3660             |
| 2005 | 1535               | 1311               | 2846             |